# 劳沙
劳沙（德語：Lauscha，發音：[ˈlaʊʃa] ⓘ）是德国图林根州松讷贝格县的城市，面积18.72平方千米，2023年12月31日人口为3,173人。